# Astiphromma perpendiculatum
Astiphromma perpendiculatum là một loài tò vò trong họ Ichneumonidae.